# Motoyuki Shitanda
Motoyuki Shitanda (四反田素幸, Shitanda Motoyuki), né le 26 août 1952 dans la préfecture d'Osaka est un compositeur, enseignant, musicologue et chef d'orchestre japonais.
Shitanda étudie à l'Université des arts de Tokyo auprès de Mareo Ishiketa (石桁眞禮生), Toshiro Mayuzumi et Kenjiro Urata (浦田健次郎). Il est diplômé de composition en 1979. Il est actuellement professeur à l'Université d'Akita où il enseigne la composition et par ailleurs conférencier à l'Université pour femmes Seirei à Akita et conférencier invité au Trinity College of Music à Londres. 
Il a reçu plusieurs prix et distinctions dont le 1er prix de l'édition 1985 du concours du prix Sasagawa de composition pour Festal March (1984) et le 1er prix de l'édition 1993 du concours de composition Asahi pour Hibiki no sobyō (響きの素描) (Sketch of Sound) (1990). Shitanda est membre de la Fédération japonaise des compositeurs et chefs de musique de la Société académique du Japon (Société académique du Japon pour instruments à vent, percussions et orchestre).

## Œuvres (sélection)
- Uchū no uta (宇宙のうた?) (1995)
- Futari no shōzō (二人の肖像?) (1998)
- Afternoon Lullaby (午後の子守歌, Gogo no komoriuta?) (2000)
- Michi (道?) (2000)
- Jumon (呪文?) (2002)
- The Sea (海, Umi?) (2003)
- Hi no kyoku (火の曲?) (2004)
- Gekka san-ei (月下三詠?) (2005)

Orchestre
- Symphonie no 1 (1994)
- Symphonie pour les citoyens no 2 (市民のための交響曲第2番, Shimin no tame no kyōsōkyoku dai niban?) (2003)

Ensemble de concert
- Festal March (フェスタル・マーチ) (1984)
- March in Blue (マーチ・イン・ブルー) (1988)
- Mural (壁画, Hekiga?), fantaisie pour ensemble de concert (1989)
- Hibiki no sobyō (響きの素描?) (1990)

Concertante
- Concerto pour alto et orchestre (1998)
- Karavinka (カラヴィンカ), concerto pour koto à 20 ou 25 cordes avec orchestre à cordes, percussion et harpe (2008)

Musique de chambre
- Pastorale pour flûte et piano (1992)
- Fantaisie pour clarinette solo (1995)
- Retrospection (追憶, Tsuioku?) pour alto et piano (1997)
- The Voice of the Dryad (ドライアドの声, Doraiado no koe?) pour marimba (2005)

Œuvres pour instruments traditionnels japonais
- Hiten gensō (飛天幻想?) pour koto et marimba (1999)
- Mugenka (夢幻歌?) pour ensemble de koto (1986)
- Musaishū (夢採集?) pour 2 kotos (2004)
- Two Movements (独奏十七絃のための二章) pour jūshichi-gen (koto à 17 cordes) solo (1983)
- In a Grove (藪の中, Yabu no naka?), mono drame pour voix d'homme et jūshichi-gen (2000); D'après la nouvelle éponyme de Ryūnosuke Akutagawa

Chorale
- Winter (冬, Fuyu?), Composition pour chœur féminin et orchestre de chambre (1981)